# Георги Райков
 Тази статия е за бореца.  За българския учител и революционер от Македония вижте Георги Райков (учител).  
Георги Райков е български състезател по борба класически стил.

## Биография
Роден е на 18 октомври 1953 г. в град София. Състезава се в борба класически стил при треньор е Христо Мирянов. Утвърждава се като добър борец още от юноша. Младежки световен (1973)и европейски шампион (1974). През 1975 г. на европейското първенство в Людвигсхафен, дебютира отлично при мъжете и завоюва европейска титла в категория до 90 кг. Преминава в горната категория до 100 кг.
Печели златен медал от летните олимпийски игри в Москва през 1980 г. Двукратен европейски шампион (1975, 1980) и сребърен медалист (1977, 1978). Двукратен световен вицешампион (1978, [1979) и бронзов медалист през 1977 г. Прекратява спортната си кариера на 27-годишна възраст. Висше образование завършва във ВИФ.
Умира внезапно от инфаркт по време на тържествата в Копривщица по случай 35-а годишнина от спечелената първа световна отборна титла по класическа борба в София (1971). В град Копривщица всяка година се организира Турнир по класическа борба за кадети „Георги Райков“.